# Trevathana
Genre
Trevathana est un genre de crustacés cirripèdes de la famille des Pyrgomatidae.

## Liste des espèces
Selon World Register of Marine Species (11 décembre 2017) :
- Trevathana dentata (Darwin, 1854)
- Trevathana isfae Achituv & Langsam, 2009
- Trevathana jensi Brickner, Simon-Blecher & Achituv, 2010
- Trevathana margaretae Brickner, Simon-Blecher & Achituv, 2010
- Trevathana mizrachae Brickner, Simon-Blecher & Achituv, 2010
- Trevathana niuea Achituv, 2004
- Trevathana orientalis (Ren, 1986)
- Trevathana paulayi Asami & Yamaguchi, 2001
- Trevathana sarae Brickner, Simon-Blecher & Achituv, 2010
- Trevathana synthesysae Achituv & Langsam, 2009
- Trevathana tureiae Achituv & Langsam, 2005

et décrites depuis :
- Trevathana dongshaensis Chan, Chen, Achituv & Lin, 2017
- Trevathana conica Chan, Chen, Achituv & Lin, 2017
- Trevathana doni Chan, Chen, Achituv & Lin, 2017
- Trevathana longidonta Chan, Chen, Achituv & Lin, 2017
- Trevathana noae Achituv & Hosie, 2013
- Trevathana taiwanus Chan, Chen, Achituv & Lin, 2017

## Publication originale
- Anderson, 1992 : Structure, function and phylogeny of coral-inhabiting barnacles (Cirripedia, Balanoidea). Zoological Journal of the Linnean Society, vol. 106, no 4, p. 277-339.